# Lewan Kałandadze
Lewan Garijewicz Kałandadze (ros. Леван Гариевич Каландадзе ; ur. 28 grudnia 1989) – rosyjski siatkarz, grający na pozycji atakującego i przyjmującego, reprezentant Rosji.

## Sukcesy klubowe
Mistrzostwo Rosji:
- 2013
- 2010
- 2011

Puchar Rosji:
- 2012

Puchar Ukrainy:
- 2013

Mistrzostwo Ukrainy:
- 2014

Superpuchar Rosji:
- 2014

Superpuchar Bułgarii:
- 2017

Puchar Bułgarii:
- 2018

Mistrzostwo Bułgarii:
- 2018

## Sukcesy reprezentacyjne
Mistrzostwa Europy Juniorów:
- 2008

## Nagrody indywidualne
- 2009: Najlepszy punktujący Mistrzostw Świata Juniorów